# Steinherz Rudolf-gyilkosság
A Steinherz Rudolf-gyilkosság a két világháború közötti Magyarország egyik legfurcsább emberölési ügye. A Budapest–Cegléd-vasútvonalon elkövetett rablógyilkosság ügyének nyomozásakor a detektívek egy olyan biztosítási csalásra bukkantak, amely nem csak a magyarországi, de a külföldi sajtó figyelmét is felkeltette: Steinherz Rudolf önmaga ellen fogadott fel bérgyilkost, hogy anyagilag nehéz helyzetbe került családját megsegítse.

## Támadás a ceglédi vonaton
1931. március 27-én a Budapestről Kecskemétre tartó reggeli vonat utasai Cegléden a vonat kalauzát arról értesítették, hogy az egyik fülkéből nyöszörgés hallatszik. A bezárt másodosztályú fülkét felnyitó jegyvizsgáló a fülkében egy brutálisan összevert, vérző fejű férfit talált. A kiérkező orvos még eszméletre tudta téríteni az áldozatot. Az áldozat az 1880-as születésű Steinherz Rudolf, köztiszteletben álló kecskeméti borkereskedő volt, a város egyik legnagyobb kereskedőcégének, a Fruktus Rt-nek vezérigazgatója és a helyi ortodox zsidó hitközség korábbi tisztviselője. Steinherz a kalauznak személyleírást adott az őt bántalmazó tettesről, majd újra elájult. Steinherzet a ceglédi Horthy Miklós kórházba szállították, ahol megműtötték. A műtét után magához térő borkereskedő vallomást tett. Vallomásában elmondta, hogy Budapesten szállt fel a vonatra, ahol figyelmes lett egy kopott öltözékű fiatalemberre, aki Kecskemétre váltott jegyet. Ezután elaludt, majd óriási fájdalomra ébredt, felpillantván pedig látta, hogy a kopott öltözékű fiatalember egy kalapáccsal áll fölötte. Steinherz könyörgött, hogy a kalapácsos kímélje meg életét, ám az újból lesújtott, a borkereskedő pedig elveszítette eszméletét. Később kiderült, hogy a támadó kirabolta a borkereskedőt, 180 pengőt tartalmazó tárcáját, aranyláncát és zsebóráját is magával vitte. Az orvosok megállapították, hogy Steinherz fejét körülbelül 10 kalapácsütés érte. A nyomozók még aznap megtalálták a rabló eldobott véres kabátját a Gubody utca 5. számú ház udvarán. A nyomozók gyanúja a vallomások alapján Kovács Ferenc házaló ügynökre terelődött. A menekülő Kovács kézre kerítése érdekében átkutatták a környező nagyvárosi vasútállomások környékét és felhívást intéztek a lakossághoz, ám ez nem hozott eredményt. Később Kovácsot előállították és kihallgatták, ám róla kiderült, hogy nem követhette el a támadást. Steinherz Rudolf a támadást követő nap estéjén belehalt sérüléseibe, a nyomozás már rablógyilkosság miatt folyt tovább.

## Egy álkertész és biztosítások sokasága
Steinherz halála előtt tett vallomásában többször is említette Lajosmizse település nevét, ahol megismerkedett egy önmagát „Rothschild kertészének” mondó emberrel. A kertésszel kiépített kapcsolatot Steinherz özvegye is megerősítette, így a nyomozás a kertész irányába folyt tovább. Hamarosan kiderült, hogy az illető – ha csakugyan létezik – nem a Rothschild család alkalmazottja. Fény derült arra is, hogy Steinherz 300 000 pengőre életbiztosítást kötött, de volt 100 000 frankos életbiztosítása is. Nem csak hogy volt életbiztosítása az áldozatnak, de nem sokkal halála előtt legalább egy újabb nagy összegű életbiztosítás megkötésére tett kísérletet. A nyomozók ezzel párhuzamosan később több, később zsákutcának bizonyult szálon is elindultak: feltételezték, hogy két tettes volt, ám a győri és lajosmizsei előállítottakról kiderült, hogy ártatlanok. A nyomozók felfedezték, hogy az áldozat találkozót beszélt meg Budapesten a kertésszel, ám az nem jelent meg a találkozón, pedig Steinherzet komolyan érdekelte a lehetőség, hogy fiát a Rotschild-család kertészetében helyezze el dolgozni, ennek érdekében több levelet is írt.

## Fischl Frigyes vallomása
A nyomozásban fordulat állt be, amikor a ceglédi vonat kalauza a bűnügyi nyilvántartás fényképtárában felismerte azt az embert, akivel az áldozatot a ceglédi vonaton együtt látták. A gyanút a vonat kihallgatott utasai is megerősítették. A nyomozók látókörébe került fiatalembert Fischl Frigyesnek (a nem magyar nyelvű sajtóban rendszeresen Fritz Fischl) hívták, őt korábban köztörvényes bűncselekmények miatt, illetve kommunista-szimpatizánsként is ismerte a rendőrség. Április 8-án az osztrák rendőrség Bécsben egy olcsó szálloda előtt letartóztatta Fischlt, akit még aznap este telefonon ki is hallgathatott a magyar nyomozóhatóság. Fischl a kihallgatás során nehezen hihető történettel állt elő: hosszabb ideje ismerte már Steinherzet, Steinherz pedig felbérelte őt saját maga meggyilkolására. A bérgyilkosságot Steinherz szerette volna rablógyilkosságnak álcázni, hogy családja hozzájusson az életbiztosításokhoz. Steinherz maga vitte Fischlnek a gyilkosság elkövetésére szánt kalapácsot, majd ő utasította Fischlt Budai út megállóhely elhagyása után a tett végrehajtására. Fischlt később a személyes kihallgatás során keresztkérdésekkel sem tudták zavarba hozni, mindvégig kitartott eredeti története mellett. A vizsgálóbíró utasítására Steinherz Rudolf holttestét kihantolták, belső szerveiből mintát vettek. A belső szervekből egy Veronál nevű, kábító hatású szert mutattak ki, amelyet az áldozat a gyilkosság előtt azért vehetett be, hogy a kalapácsütések okozta fájdalmát tompítsa.

## Az ügy lezárása
A nyomozók még Fischl vallomása után házkutatást tartottak a Steinherz családnál, ahol a lefoglalt iratokból kiderült, hogy az áldozat 1931 első néhány hónapjában több rövid futamidejű, nagy összegű életbiztosítást is kötött. Az is kiderült, hogy Steinherz ellen egy 1928-as sikkasztás miatt eljárás folyik, a júniusra összehívott tárgyaláson az áldozat első rendű vádlottként szerepelt volna. Az ügy bírósági tárgyalása 1932 februárjában kezdődött. A tárgyaláson Fischl Frigyes elismerte a gyilkosságot, de nem ismerte el a bűnösséget. A gyilkos állítása szerint Steinherz a vonaton szuggesztív pszichikai nyomással rávette őt a tett elkövetésére, azt pedig határozottan állította, hogy nem tulajdonította el az áldozat értéktárgyait. Fischl kijelentette, hogy valójában ő maga az áldozat. A bíróság a Steinherz család szorongatott anyagi és jogi helyzetének ismeretében hihetőnek találta a Fischl által előadottakat. Az alsóbb fokú bíróság négy év börtönt szabott ki az elkövetőre. Az ügy későbbi szakaszában a kúria elé került. A fellebbviteli bíróság mondta ki, hogy Fischl nem önzetlenül vagy az áldozat határozott nyomására, hanem a kilátásba helyezett 5000 pengő reményében végzett Steinherz Rudolffal, ezért az ilyen ügyekben kiszabható leghosszabb börtönbüntetéssel, háromévnyi börtönnel büntette a ceglédi kalapácsos gyilkost.